# ديانا رادانوفيتش
ديانا رادانوفيتش (الصربية السيريلية: Рејана Радановић ؛ من مواليد 14 مايو 1996) لاعبة تنس صربية.